# تحویلدار صرف جیب
تحویلدار صَرف جیب، عنوان یکی از مشاغل درباری در عهد قاجار و بخصوص در دوران پادشاهی فتحعلیشاه قاجار بود. تحویلدار صرف جیب کسی بود که مبالغی که به عناوین گوناگون به شاه داده می‌شد، تحویل می‌گرفت و این مبالغ را برای شاه نگهداری می‌کرد و در حقیقت صندوقدار شاه بود. در عین حال، هر زمان که شاه می‌خواست به کسی انعامی بدهد، به تحویلدار صرف جیب خود، حواله می‌داد و به او می‌گفت که فلان مقدار پول را به فلان یا بهمان پرداخت کند. تحویلدار صرف جیب هم موظف بود که مبلغ مورد نظر شاه را، فوراً و به صورت نقدی، به فرد بپردازد. بر این اساس، مبالغی که توسط تحویلدار صرف جیب پرداخت می‌شد، نقد بود و مانند سایر حوالجات، برای طرف و گیرندهٔ وجه، سرگردانی نداشت.
در زمان‌های بعد از فتحعلیشاه و در زمان شاهان دیگر، عنوان تحویلداری مزبور، به ادارهٔ صرف جیب مبارک، تغییر نام پیدا کرد.
از جمله مشهورترین تحویلداران صرف جیب در عهد فتحعلیشاه، سهراب خان گرجی بود که به خاطر ماهیت شغل خویش، به سهراب خان نقدی نیز، شهرت داشت. وی در عین حال در همین دوران، رئیس کل گمرک یا به اصطلاح آن روزگار، صاحب جمع گمرک خانه‌ها نیز بود.